# Адетокунбо Адемола
Сэр Адетокунбо Адемола (англ. Adetokunbo Ademola; 1 февраля 1906, Колониальная Нигерия — 29 января 1993, Лагос, Нигерия) — нигерийский юрист, первый нигериец-председатель Верховного суда Нигерии с 1958 по 1972 год. Член Тайного совета Великобритании (1963). Старший адвокат Нигерии.

## Биография
Сын обы (правителя) Ладапо Адемола II, алаке (вождя) племени Эгба народа Йоруба в Нигерии. Начальное образование получил в римско-католической школе, затем учился в Королевском колледже в Лагосе. В 1925 году поступил на государственную службу. Работал клерком в канцелярии Национального секретариата Лагоса. 
С 1928 по 1931 год изучал право в Селвин-колледже Кембриджского университета. В 1934—1935 годах работал в королевском бюро адвокатов при Генеральном прокуроре Колониальной Нигерии, в 1936—1939 годах — мировой судья. 
В 1938 году присоединился к Нигерийскому молодежному движению.  В 1948 году был членом комиссии по пересмотру судебного законодательства страны.
В 1950-х годах был назначен главным судьей в Западной Нигерии, став тем самым первым нигерийским главой судебной власти в стране. Был первым нигерийским председателем всеобщей федерации Нигерии. Как главный судья, сыграл роль миротворца в двух политических событиях в стране.
В январе 1957 года был посвящён в рыцари.
С 1958 по 1972 год занимал пост председателя Верховного суда Нигерии. 
Сэр Адетокунбо Адемола был также членом Консультативного совета Международной государственной службы Организации Объединенных Наций, членом Международной коллегии юристов, членом организации «Мир во всем мире через право», вице-президентом Всемирной ассоциации юристов, президентом Ассоциации Красного Креста Нигерии, членом Международного олимпийского комитета, членом Нигерийского института международных отношений и др.
Был первым ректором Бенинского университета.

## Награды
- Великий Командор Ордена Нигера
- Орден Британской империи (1963)